# Мали Поганац
Мали Поганац (хрв. Mali Poganac) је насељено место у општини Соколовац, Копривничко-крижевачка жупанија, Хрватска.

## Историја
До територијалне реорганизације у Хрватској био је у саставу старе општине Копривница.

## Становништво
У попису становништва из 2011. године, Мали Поганац је имао 141 становника.
| Број становника према пописима | Број становника према пописима | Број становника према пописима | Број становника према пописима | Број становника према пописима | Број становника према пописима | Број становника према пописима | Број становника према пописима | Број становника према пописима | Број становника према пописима | Број становника према пописима | Број становника према пописима | Број становника према пописима | Број становника према пописима | Број становника према пописима | Број становника према пописима |
| ------------------------------ | ------------------------------ | ------------------------------ | ------------------------------ | ------------------------------ | ------------------------------ | ------------------------------ | ------------------------------ | ------------------------------ | ------------------------------ | ------------------------------ | ------------------------------ | ------------------------------ | ------------------------------ | ------------------------------ | ------------------------------ |
| 1857                           | 1869                           | 1880                           | 1890                           | 1900                           | 1910                           | 1921                           | 1931                           | 1948                           | 1953                           | 1961                           | 1971                           | 1981                           | 1991                           | 2001                           | 2011                           |
| 80                             | 75                             | 102                            | 149                            | 154                            | 169                            | 190                            | 223                            | 171                            | 190                            | 194                            | 169                            | 164                            | 159                            | 142                            | 141                            |

### Попис1991.
У попису становништва из 1991. године, Мали Поганац је имао 159 становника, следећег националног састава:
| Попис 1991.‍  | Попис 1991.‍  | Попис 1991.‍ | Попис 1991.‍ | Попис 1991.‍ |
| ------------ | ------------ | ----------- | ----------- | ----------- |
|              |              |             |             |             |
| Хрвати       | Хрвати       |             | 83          | 52,20%      |
| Срби         | Срби         |             | 55          | 34,59%      |
| Словенци     | Словенци     |             | 5           | 3,14%       |
| Југословени  | Југословени  |             | 4           | 2,51%       |
| неопредељени | неопредељени |             | 6           | 3,77%       |
| непознато    | непознато    |             | 6           | 3,77%       |
| укупно: 159  |              |             |             |             |

### Попис1910.
| Мали Поганац                                                                                | Мали Поганац |
| ------------------------------------------------------------------------------------------- | --- |
| језик                                                                                       | вера |
| укупно: 169 Српски 128 (75,73%) Хрватски 24 (14,20%) Словеначки 4 (2,36%) остали 13 (7,69%) | <div style="border:solid transparent;position:absolute;width:100px;line-height:0;<div style="border:solid transparent;position:absolute;width:100px;line-height:0; укупно: 169 Православци 128 (75,73%) Римокатолици 41 (24,26%) - (-%) |